# Церква Покрови Пресвятої Богородиці (Мишковичі, УГКЦ)
Церква Покрови Пресвятої Богородиці в Мишковичах — парафія і храм греко-католицької громади Великоберезовицького деканату Тернопільсько-Зборівської архієпархії Української греко-католицької церкви в селі Мишковичі Тернопільського району Тернопільської области.

## Історія церкви
Греко-католицька громада села Мишковичі належала до УГКЦ до 1946 року, а потім знову повернулася в її лоно у 1990 році.
До 1946 року в селі також існувала римо-католицька громада, але її храм зруйнувала радянська влада. Після депортації українців з Польщі та поляків з України в 1944–1946 роках, колишній греко-католицький храм залишився у православних переселенців. У зв'язку з цим, у 1990 році решта жителів села створила нову греко-католицьку парафію. У 1996–2003 роках на місці колишнього костелу вони збудували новий величний храм. Архітектором став Михайло Нетриб'як.
Будівництво храму стало можливим завдяки пожертвам місцевих жителів, владики Михаїла Сабриги, директора спиртзаводу Йосипа Войнарського та отця Веренфріда з організації «Церква в потребі». Активну участь також брали Степан Качоровський, Василь Огірок та інші.
Художні роботи з розпису храму зараз проводить Євген Гірняк, а підсобними роботами керує Ігор Оленюх разом з молоддю села.
Храм освятив 14 жовтня 2003 року владика Михаїл Сабрига.
При парафії діють Вівтарна дружина (з 2005 року), Марійська дружина (з 2007 року) та спільнота «Матері в молитві» (з 2008 року). Храм також слугує місцем відпочинку для паломників, що йдуть на прощу до Зарваниці.
Головою парафіяльної ради є Богдан Шуліга.

## Парохи
- о. Йосафат Говера,
- о. Роман Кузьменко,
- о. Володимир Дудка,
- о. Ярослав Півторак,
- о. Василь Дідух (з 2003, сотрудник).